# 破滅に向かって
『破滅に向かって』（はめつにむかって）は、日本のロックバンドX（現・X JAPAN）が東京ドームにおいて、1992年1月5日から1月7日までの3日間において開催していたライヴ公演である。通称として『東京ドーム3Days』と呼ばれることもある。

## 概要
- 日本人アーティスト初の、東京ドームでの3日間連続公演である。
- 1月7日の公演はTAIJIのXのメンバーとしてのラストステージである。また、X名義で行われた最後のライブでもある。
- この公演後、「ART OF LIFE」が発売される1993年8月まで、Xは活動を休止する。ライブ公演に関しては1993年12月末に行われた「日本直撃カウントダウンX JAPAN Returns」ライブまで、2年近くもライブが行われなかった。
- X JAPAN復活後初となるコンサートである、2008年3月の東京ドーム3days公演には、本公演と同じ『破滅に向かって』のタイトルが付けられた。
- 2日目は「昔ながらのX」と称してインディーズ時代の楽曲が多く演奏されたが、メジャーデビュー後にリメイクされたもの以外はこれが最後の演奏となった。
- 3日目の公演については『VISUAL SHOCK Vol. 4 破滅に向かって』として映像作品が、『破滅に向かって (CD EDITION) 1992.1.7 TOKYO DOME LIVE』としてCDが発売されている。ただしどちらも「ROSE OF PAIN」「Say Anything」は収録されていない。1日目・2日目も撮影は行われたが、現在までのあいだ正式には発売されていない。
- 3日目の1曲目のSilent Jealousyは、3日間の中で唯一、イントロがピアノで始まらなかった。PATAが「3daysのどれかでSilent Jealousyを1曲目にやったらいいんじゃない？イントロのピアノを外してハイハットカウントで始まったらいいんじゃないの？」と提案し、このような形となった。

## 演奏曲

### 1日目(1992年1月5日)
セットリスト
- PROLOGUE (〜WORLD ANTHEM) (S.E.)
- BLUE BLOOD
- Miscast
- Sadistic Desire
- Desperate Angel
- XCLAMATION
- Stab Me In The Back
- WEEK END
- Drum Solo
- HIDEの部屋
- PATA's Nap
- Voiceless Screaming
- Piano Solo
- 紅

イントロはピアノから始まる。
- CELEBRATION
- オルガスム

アンコール1
- ENDLESS RAIN
- Silent Jealousy

アンコール2
- 20th CENTURY BOY（大魔神五人組）
- Joker
- X
- Epilogue (S.E. Say Anything, Let it Be)

### 2日目(1992年1月6日)
セットリスト
- DEAR LOSER (S.E.)
- VANISHING LOVE
- Sadistic Desire
- PHANTOM OF GUILT
- EASY FIGHT RAMBLING
- Standing Sex
- WEEK END
- Drum Solo
- HIDEの部屋
- Piano Solo
- UNFINISHED
- 紅
- I'LL KILL YOU
- Joker
- オルガスム～Born To Be Wild（Steppenwolf cover）～オルガスム

アンコール1
- Say Anything
- Silent Jealousy

アンコール2
- 20th CENTURY BOY
- X
- Epilogue (S.E. ENDLESS RAIN, Let it Be)

### 3日目(1992年1月7日)
セットリスト
- PROLOGUE (〜WORLD ANTHEM) (S.E.)
- Silent Jealousy
- Sadistic Desire
- Desperate Angel
- Standing Sex
- WEEK END
- Drum Solo
- HIDEの部屋
- Voiceless Screaming
- Piano Solo
- Es Durのピアノ線
- UNFINISHED
- ROSE OF PAIN
- CELEBRATION
- オルガスム

アンコール1
- Say Anything
- 紅

アンコール2
- Joker
- X

アンコール3
- ENDLESS RAIN
- Say Anything (S.E.)
- ENDLESS RAIN (S.E.)